# Pilot Pen International 1998 - Qualificazioni doppio maschile
Le qualificazioni del doppio maschile del Pilot Pen International 1998 sono state un torneo di tennis preliminare per accedere alla fase finale della manifestazione. I vincitori dell'ultimo turno sono entrati di diritto nel tabellone principale. In caso di ritiro di uno o più giocatori aventi diritto a questi sono subentrati i lucky loser, ossia i giocatori che hanno perso nell'ultimo turno ma che avevano una classifica più alta rispetto agli altri partecipanti che avevano comunque perso nel turno finale.
Le qualificazioni del doppio del torneo Pilot Pen International 1998 prevedevano 8 coppie partecipanti di cui 2 sono entrate nel tabellone principale.

## Teste di serie
1. Lleyton Hewitt /  Grant Silcock (ultimo turno)
2. Davide Sanguinetti /  Rainer Schüttler (primo turno)

1. Noam Behr /  Eyal Erlich (Qualificati)
2. Nicolas Kiefer /  Alex Rădulescu (Qualificati)

## Qualificati
1. Nicolas Kiefer  /   Alex Rădulescu

1. Noam Behr  /   Eyal Erlich

## Tabellone

### Legenda
| - Q = Qualificato - WC = Wild card - LL = Lucky loser | - ALT = Alternate - SE = Special Exempt - PR = Protected Ranking | - w/o = Walkover - r = Ritirato - d = Squalificato |

### Sezione 1
|  | Primo turno | Primo turno                   | Primo turno                   | Primo turno | Primo turno |  |  | Ultimo turno | Ultimo turno                  | Ultimo turno                  | Ultimo turno | Ultimo turno |  |
|  |             |                               |                               |             |             |  |  |              |                               |                               |              |              |  |
|  | 1           | Lleyton Hewitt Grant Silcock  | Lleyton Hewitt Grant Silcock  | 6           | 6           |  |  |              |                               |                               |              |              |  |
|  |             | Harel Levy Lior Mor           | Harel Levy Lior Mor           | 2           | 3           |  |  | 1            | Lleyton Hewitt Grant Silcock  | Lleyton Hewitt Grant Silcock  | 3            | 4            |  |
|  | 4           | Nicolas Kiefer Alex Rădulescu | Nicolas Kiefer Alex Rădulescu | 6           | 6           |  |  | 4            | Nicolas Kiefer Alex Rădulescu | Nicolas Kiefer Alex Rădulescu | 6            | 6            |  |
|  |             | John van Lottum Peter Wessels | John van Lottum Peter Wessels | 3           | 4           |  |  |              |                               |                               |              |              |  |

### Sezione 2
|  | Primo turno | Primo turno                         | Primo turno                         | Primo turno | Primo turno |  |  | Ultimo turno | Ultimo turno                 | Ultimo turno                 | Ultimo turno | Ultimo turno |  |
|  |             |                                     |                                     |             |             |  |  |              |                              |                              |              |              |  |
|  |             | Cecil Mamiit Michael Russell        | Cecil Mamiit Michael Russell        | 6           | 6           |  |  |              |                              |                              |              |              |  |
|  | 2           | Davide Sanguinetti Rainer Schüttler | Davide Sanguinetti Rainer Schüttler | 1           | 2           |  |  |              | Cecil Mamiit Michael Russell | Cecil Mamiit Michael Russell | 3            | 2            |  |
|  | 3           | Noam Behr Eyal Erlich               | Noam Behr Eyal Erlich               | 6           | 6           |  |  | 3            | Noam Behr Eyal Erlich        | Noam Behr Eyal Erlich        | 6            | 6            |  |
|  |             | Nicolas Escudé Clinton Ferreira     | Nicolas Escudé Clinton Ferreira     | 4           | 4           |  |  |              |                              |                              |              |              |  |